# Isaac López Arregui
Isaac López Arregui  Es un político mexicano, miembro del Partido Acción Nacional (PAN), fue Presidente Municipal de Mazatlán durante el 2007, sucediendo en el cargo Alejandro Higuera Osuna, para que este último jugara por la diputación local del XIX distrito. En diciembre de 2009 tomó posesión como presidente directivo municipal del PAN en Mazatlán.